# Trimeresurus schultzei
Espèce
Synonymes
- Parias schultzei (Griffin, 1909)

Statut de conservation UICN

 LC  : Préoccupation mineure
Trimeresurus schultzei ou crotale de Schultze ou crotale de Palawan est une espèce de serpents de la famille des Viperidae.

## Répartition
Cette espèce est endémique des Philippines. Elle se rencontre dans les îles de Balabac et de Palawan.

## Description
C'est un serpent venimeux.

## Étymologie
Cette espèce est nommée en l'honneur de Leonhard Schultze-Jena (1872-1955).

## Publication originale
- Griffin, 1909 : A list of snakes found in Palawan. The Philippine journal of science, vol. 4, p. 595-601 (texte intégral).